# Фонте Алто (Тревизо)
Фонте Алто је насеље у Италији у округу Тревизо, региону Венето.
Према процени из 2011. у насељу је живело 921 становника. Насеље се налази на надморској висини од 104 м.